# Relevé topographique joséphinien

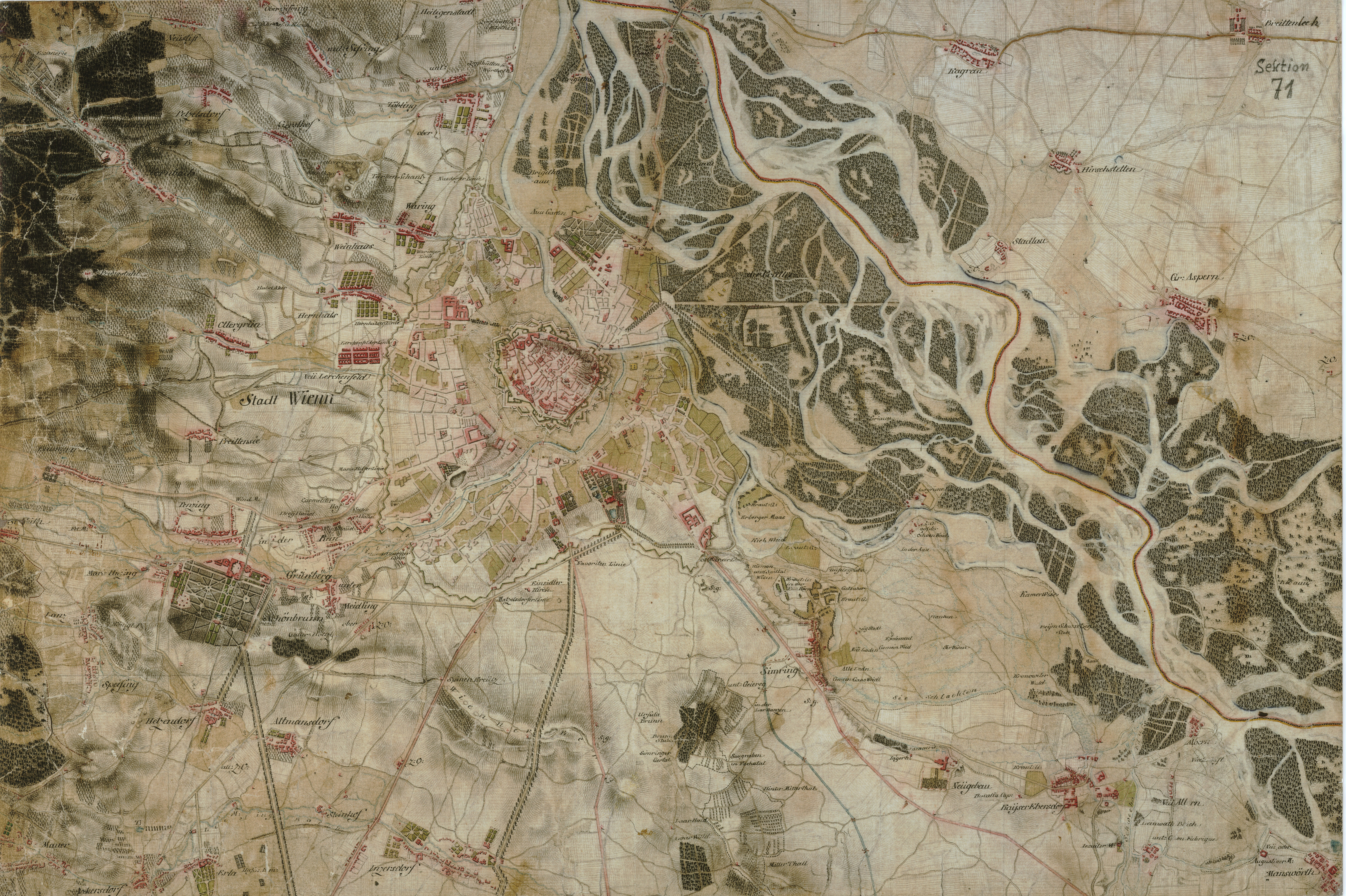
Carte joséphinienne de Vienne

Le relevé topographique joséphinien constitue la première carte précise du territoire de la monarchie des Habsbourg. Il a été réalisé dans les années 1760 à 1780 et porte le nom de l'empereur Joseph II.
Les 3589 feuilles en couleur dessinées à la main (étendues plus tard à 4096 sections) couvrent les territoires héréditaires des Habsbourg ; elles sont conservées dans les archives militaires des Archives d'État autrichiennes.

## Origine et étendue
Des considérations militaires ont été à l'origine du relevé topographique. Pendant la guerre de Sept Ans, de 1756 à 1763, l'absence de cartes géographiques fiables s'était révélée être un inconvénient majeur pour les troupes autrichiennes. En 1764, le maréchal Daun proposa à l'impératrice Marie-Thérèse de faire cartographier ses terres par des officiers de l'état-major. Auparavant, leur établissement  était l'affaire de propriétaires fonciers privés qui faisaient établir des cartes pour documenter leurs possessions. Le 13 mai 1764, après l'approbation de l'impératrice, le Conseil aulique donna des ordres pour un premier relevé complet du pays. Les travaux commencèrent en Bohême et en Moravie.
Le relevé topographique joséphinien fut commencé sous la régence de Marie-Thérèse et achevé sous Joseph II. Les cartes sont dessinées à la main et avaient initialement une échelle de 1 pouce viennois : 400 toises de Vienne (environ 1 : 28 800). En plus des cotes altimétriques, des hachures ont été utilisées pour montrer les lignes de pente. Des cartes à l'échelle quatre fois plus petite (environ 1 : 115 200) en ont été dérivées.
La carte des environs de Schönbrun et ceux de Laxemburg (de) représentant le sud-ouest de Vienne et datant de 1755 est considérée comme son précurseur. Elle a été réalisée par Jean-Baptiste Brequin de Demenge (de). Il en va de même pour la carte de la Haute-Silésie réalisée en 1763. 
La Bohême (1764-67) et la Moravie (1764-68) sont les premières régions cartographiées, suivies par les Pays-Bas (actuelle Belgique) de 1764 à 1771. Ces derniers disposent peu après d'une carte encore plus précise dès la fin des années 1770: la carte de Ferraris.
La tâche a ensuite été notamment poursuivie avec le banat de Temeswar (1769-72), la Transylvanie (1769-73), la Bucovine (1773-76), la Basse-Autriche (1773-81), la Krajina (1774-75), la Haute-Autriche (1775-80), la Galicie (1779-83), le généralat de Slavonie (1780-83), la Hongrie (1782-85), la Croatie (1783-84) et l'Autriche intérieure (1784-85). Le Tyrol n'a pas été cartographié à cette occasion car l'Atlas Tyrolensis (de) a été réalisé à la même époque, à la suite du travail de Joseph von Sperges (de).
À l'origine, le relevé n'existait qu'en deux exemplaires, un pour l'empereur et un pour le général en chef. Il était tenu secret. Les feuilles sont de qualité graphique, mais aussi technique, variable, suivant l'engagement des personnes qui y ont contribué. Elles n'ont pas de base topographique uniforme et ne peuvent donc pas facilement être assemblées en grandes unités. À partir de 1806, il est remplacé par un deuxième relevé topographique (de), lancé sous le règne de François Ier, qui s'appuie désormais sur la triangulation. 

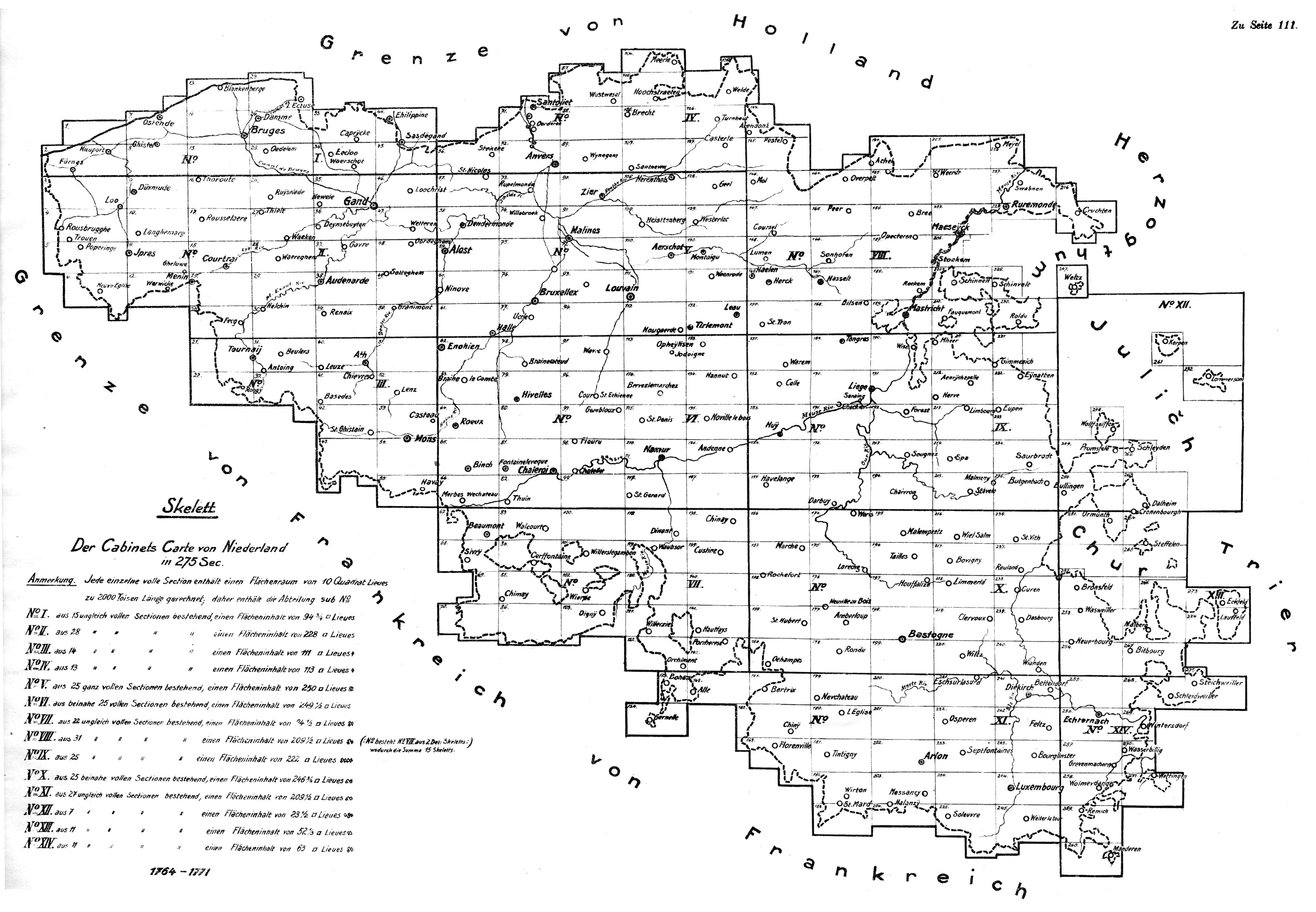
Découpage de la carte pour les Pays-Bas
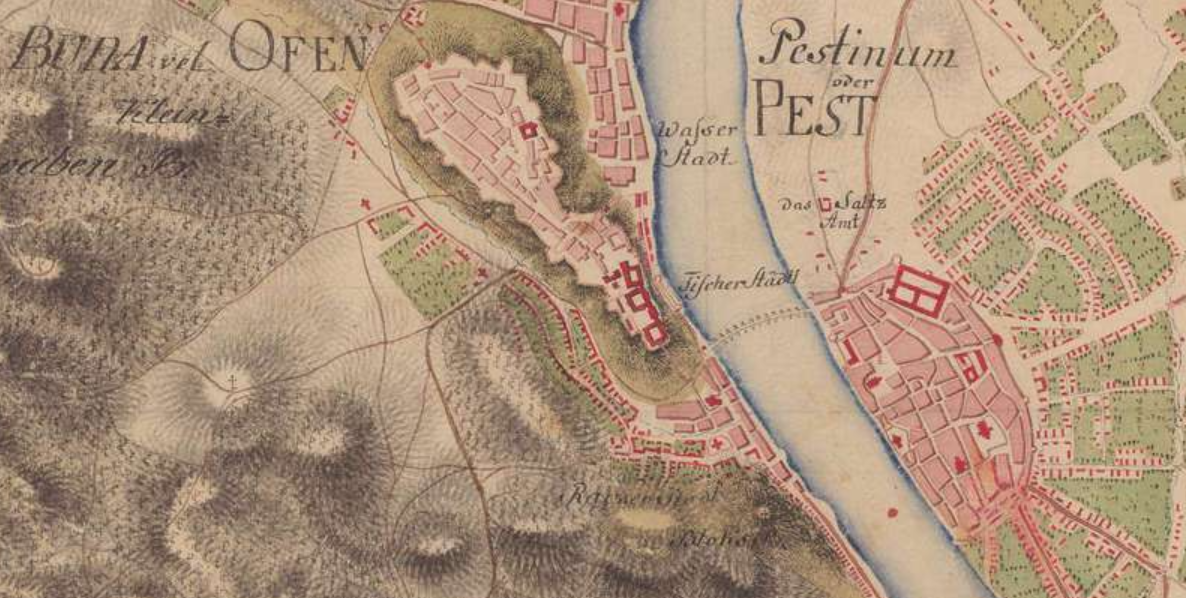
Vue détaillée de Budapest
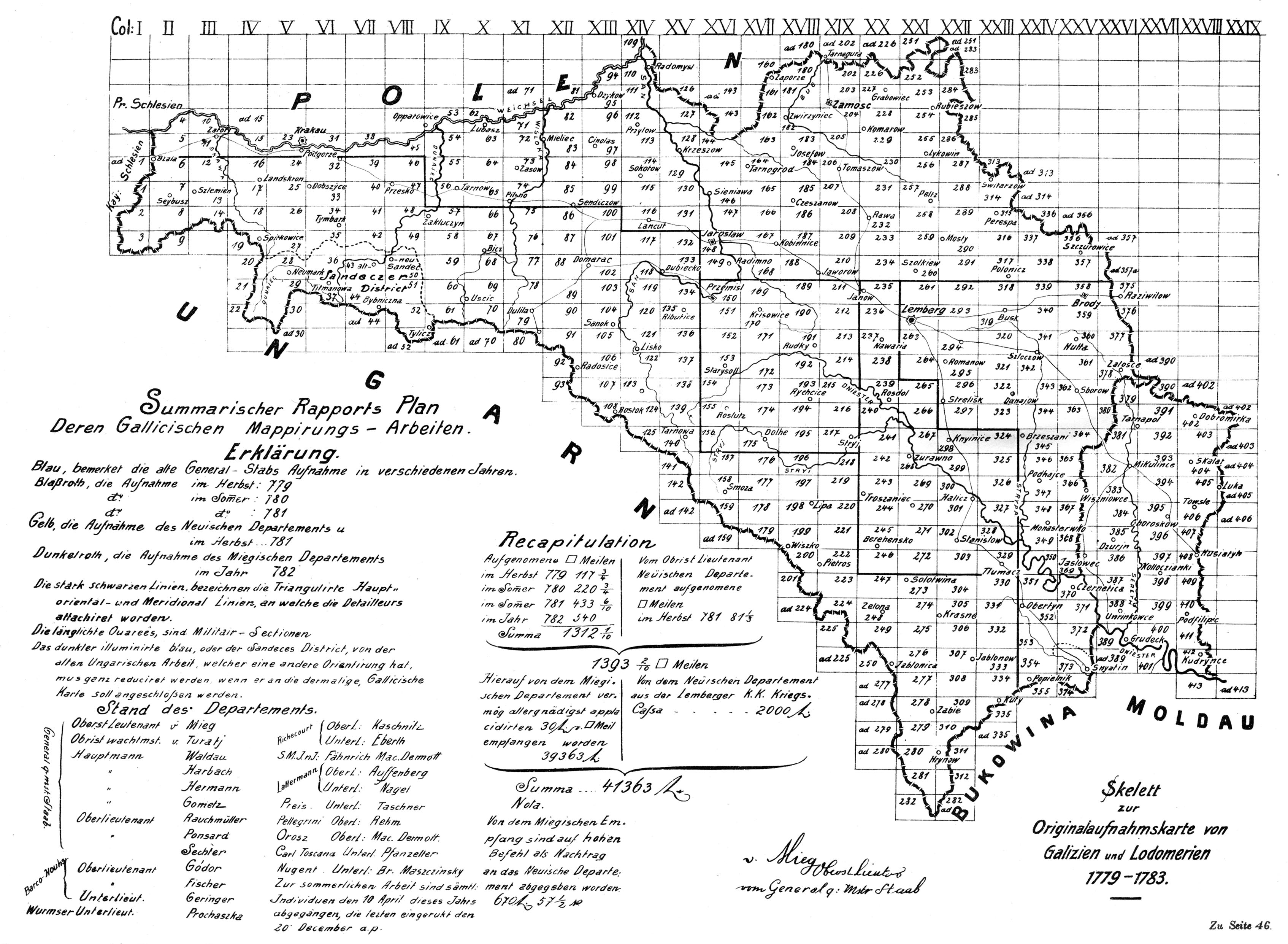
Découpage de la carte pour la Galicie